# لجنة ضحايا القنبلة الذرية
لجنة ضحايا القنبلة الذرية (باليابانية: 原 爆 傷害 調査 委員会 ،Genbakushōgaichōsaiinkai) هي لجنة أُنشئت في عام 1946 وفقًا لتوجيه رئاسي من هاري ترومان إلى الأكاديمية الوطنية للعلوم - مجلس البحوث القومي لإجراء تحقيقات في التأثيرات المتأخرة للإشعاع بين الناجين من القنبلة الذرية في هيروشيما وناجازاكي.

## نبذة
تم إنشاء اللجنة لغرض البحث العلمي والدراسة، وليس كموفر للرعاية الطبية، وكانت مدعومة من الولايات المتحدة، مما ادى إلى عدم الثقة باللجنة من قبل الناجين واليابانيين بشكل عام.

## حل اللجنة
عملت لما يقرب من ثلاثين عامًا قبل حلها في عام 1975.

## مشاكل لجنة ضحايا القنبلة الذرية (ABCC)

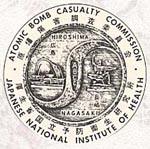
شعار لجنة ضحايا القنبلة الذرية.

لجنة ضحايا القنبلة الذرية (Atomic Bomb Casualty Commission - ABCC) التي عملت بين 1946 و1975، كانت تجمع معلومات حول التأثيرات الطبية للقنبلة النووية على الهيباكوشا دون تقديم أي علاج أو دعم طبي أو تعويض مالي. كانت الدراسات تستمر أحيانًا طوال اليوم، مما أضاف أعباءً على السكان الذين كانوا يعانون بالفعل من الفقر. رغم أن اللجنة لم تكن جزءًا من نظام الاحتلال بشكل مباشر، إلا أنها كانت أداة لجمع المعلومات لصالح الولايات المتحدة. عمل أطباء يابانيون وأميركيون في المشروع، لكن الولايات المتحدة استحوذت في النهاية على جميع البيانات البحثية والدراسات والصور والعينات (بما في ذلك أجزاء من الأجساد، التي أُخذت أحيانًا دون موافقة العائلات) والتي لا تزال العديد منها موجودة حتى اليوم في الولايات المتحدة.
لم يكن يُسمح بنشر أو مشاركة المعلومات التي جمعها الأطباء في اليابان خلال فترة الاحتلال. تضمنت هذه المعلومات تقارير طبية وتشريحًا لجثث الهيباكوشا. كما تم تعليق معظم التقارير عن العواقب الإنسانية للقنبلة، سواء في الولايات المتحدة أو اليابان. أُطلقت دعاية لتكذيب النتائج الطبية، خصوصًا فيما يتعلق بتأثير الإشعاع، في الصحافة الأمريكية.
ورغم أن الأطباء اليابانيين قدموا العلاج وجمعوا المعلومات حول المرضى وأنشأوا ملفات، فإن التقارير جُمعت لاحقًا من قبل الولايات المتحدة ولم يُسمح بنشرها، ولا تزال صعبة الوصول في الأرشيف الوطني بماريلاند. وقد احتُفظ ببعض العينات البشرية والدراسات السريرية في الولايات المتحدة حتى مايو 1973، مما سبب معاناة إضافية لعائلات الهيباكوشا.
شهد العديد من الهيباكوشا على الإذلال الذي تعرضوا له نتيجة اضطرارهم للبقاء عراة لساعات طويلة ليتم تصويرهم، تصوير أفلام لهم، وفحصهم كأنهم فئران تجارب من قبل لجنة ضحايا القنبلة الذرية (ABCC)، حيث كان عليهم إظهار الصلع المحرج للغاية، وأخذ عينات دم وأنسجة دون أي دعم من أي نوع · . وصف الضحايا تعرضهم لمضايقات من قبل اللجنة، التي كانت تذكرهم باستمرار بالحضور لإجراء الفحوصات، بل وحتى كانت تأخذ الأطفال من أمام المدارس دون موافقة (وأحيانًا رغم احتجاج) الآباء.
كانت الساعات الطويلة التي يقضونها في الخضوع للدراسات تشكل عبئًا إضافيًا على الهيباكوشا، مما صعّب عليهم إيجاد فرص عمل، دون أي تعويض مادي أو حتى تقديم وجبات خفيفة، على الرغم من أن الغالبية كانوا يعيشون في فقر مدقع.
أجرت اللجنة العديد من عمليات التشريح، بواقع 500 سنويًا، مع أخذ عينات من الأنسجة وأجزاء من الأجساد، غالبًا دون موافقة العائلات، لإرسالها إلى الولايات المتحدة. كانت عمليات التشريح تُجرى غالبًا مباشرة بعد الوفاة، مما كان يشكل صدمة إضافية للعائلات. وقد تعرض الناجون للمضايقات دون أي تعويض، وحتى الموتى، بمن فيهم الأطفال، خضعوا للتشريح.

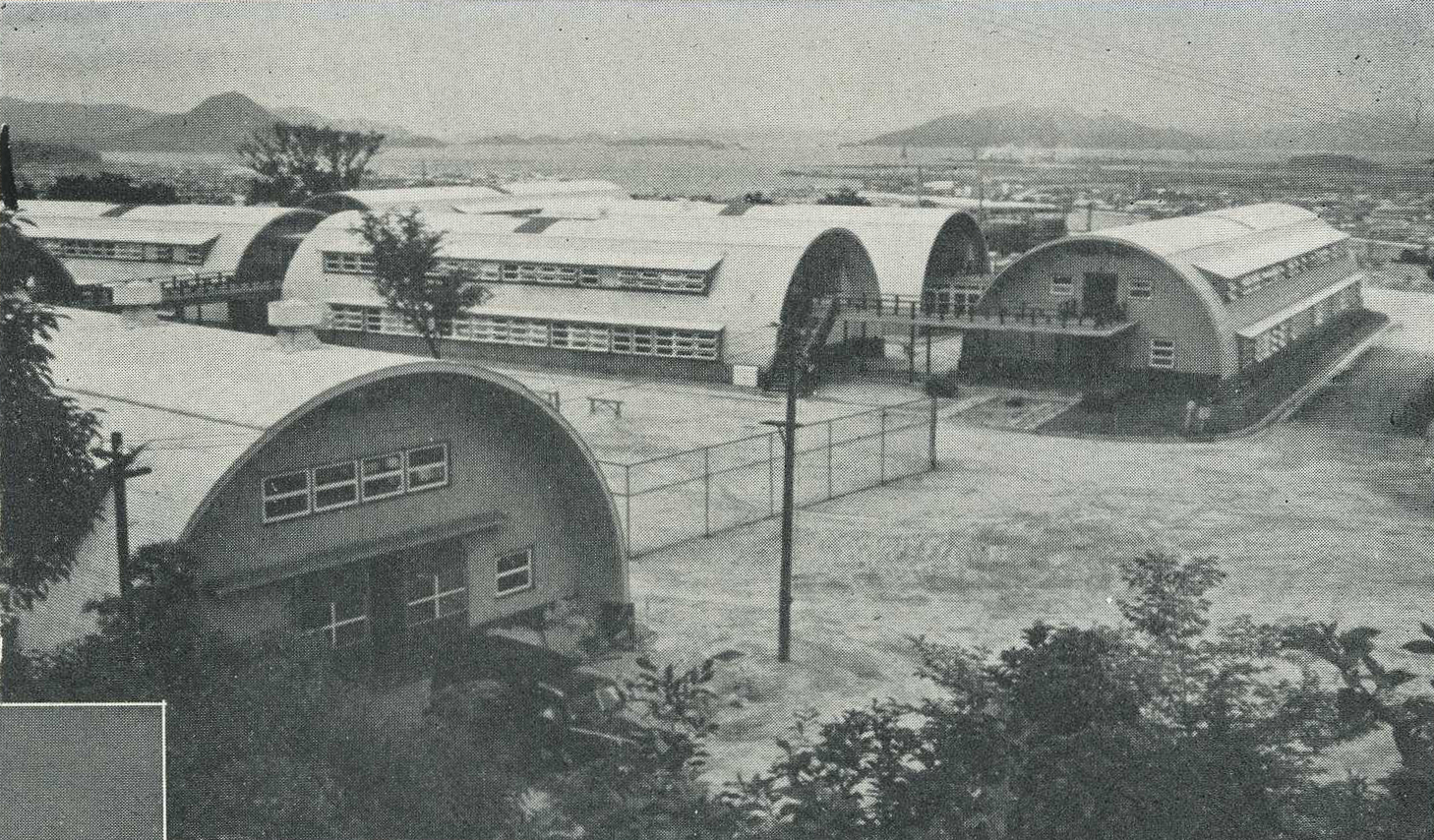
مقر لجنة ضحايا القنبلة الذرية، 1955.

أما النساء اللواتي كن حوامل عند وقوع القنبلة، فقد تعرضت غالبيتهن للإجهاض، أما الأطفال الذين نجوا فقد عانوا من صغر حجم الرأس، أمراض القلب، تأخر ذهني شديد ومشاكل نمو، نتيجة التعرض الكبير للإشعاعات أثناء الحمل. وقد أُخبرت النساء بأن ذلك ناتج عن التوتر وسوء التغذية، مما جعلهم يشعرون بالذنب حيال وضعهم. وبسبب الرقابة، لم تُكشف لهن النتائج الطبية المتعلقة بالإشعاعات، ولم يعرفن الأسباب الحقيقية للمشاكل إلا لاحقًا.
بدون توفر البيانات، لم يكن بالإمكان الوصول إلى أي استنتاجات أو نشر أي تقارير حول الهيباكوشا. ومع الرقابة المفروضة على التقارير، لم يكن أي ياباني قادرًا على الحصول على معلومات حول عواقب الإشعاعات، مما تسبب في وفاة أولئك الذين بقوا معرضين للإشعاع. بالنسبة للـهيباكوشا المتوفين، كان أخذ أعضائهم دون موافقة انتهاكًا لرغبات عائلاتهم. أما الناجون، فقد عانوا من اختفاء ملفاتهم الطبية، التي كانوا بحاجة ماسة إليها لإثبات وضعهم كـهيباكوشا والحصول على رعاية طبية مناسبة.
عندما أصبحت التقارير الطبية متاحة أخيرًا، كان الوقت قد فات بالنسبة للعديد من الهيباكوشا. وعندما حصل الهيباكوشا على الحق في المساعدة الطبية من الحكومة اليابانية، كان عليهم تقديم وثائق لإثبات وضعهم. ومع وجود أكثر من 23000 سجل، بما في ذلك تقارير سريرية وبقايا بشرية وغيرها، كانت محفوظة تحت السرية الدفاعية في الولايات المتحدة حتى مايو 1973، واجه الكثير من الهيباكوشا صعوبات في إثبات وضعهم.

## كتب وأبحاث
- The Atomic Bomb Casualty Commission in retrospect, PNAS, by Frank W. Putnam.
- M. Susan Lindee (1994). Suffering Made Real: American Science and the Survivors at Hiroshima. University Of Chicago Press. (ردمك 0-226-48237-5).
- Sue Rabbitt Roff (1995). Hotspots: The Legacy of Hiroshima and Nagasaki. Cassell. (ردمك 0-304-33438-3).
- White Light/Black Rain: The Destruction of Hiroshima and Nagasaki (2007)
- G.W.Beebe (1979). Reflections on the work of the Atomic Bomb Casualty Commission in Japan

## روابط خارجية
- White Light/Black Rain Official Website نسخة محفوظة 5 يونيو 2008 على موقع واي باك مشين. (film)
- ABCC Collection at John P. McGovern Historical Collections and Research Center (Houston Academy of Medicine-Texas Medical Center Library).
- Radiation Effects Research Foundation Home website in English and Japanese
- Albert W. Hilberg Atomic Bomb Casualty Commission collection (مكتبات جامعة ميريلاند[الإنجليزية])